# 第13装甲擲弾兵師団 (ドイツ連邦陸軍)
第13装甲擲弾兵師団（ドイツ語：13. Panzergrenadierdivision）は、ドイツ連邦陸軍の師団のひとつ。1990年に設立した新しい師団で安定化部隊（de:Stabilisierungskräfte）に指定されている。ザクセン州ライプツィヒに師団司令部を置き、師団の部隊は主にザクセン州、ブランデンブルク州、ヘッセン州、テューリンゲン州およびメクレンブルク＝フォアポンメルン州に駐屯していた。

## 概要
師団は連邦政府および多国籍連合による同盟国地域防衛任務をまっとうするため計画・指導のもと運用される。師団は安定化師団として北大西洋条約機構および欧州連合の枠組みの下で紛争予防と平和安定化を目的とする先導師団としての任務に就く。師団はその任務に対応した部隊を定期的に配備している。師団は諸兵科連合作戦を先導するため隷下部隊は兵力と兵站を備え、これに適した訓練を継続的に実施し任務遂行能力を維持している。近年は組織的軍事力に対して行われる古典的高裂度紛争に最適化した教育訓練の焦点を移しつつある。

## 部隊編成

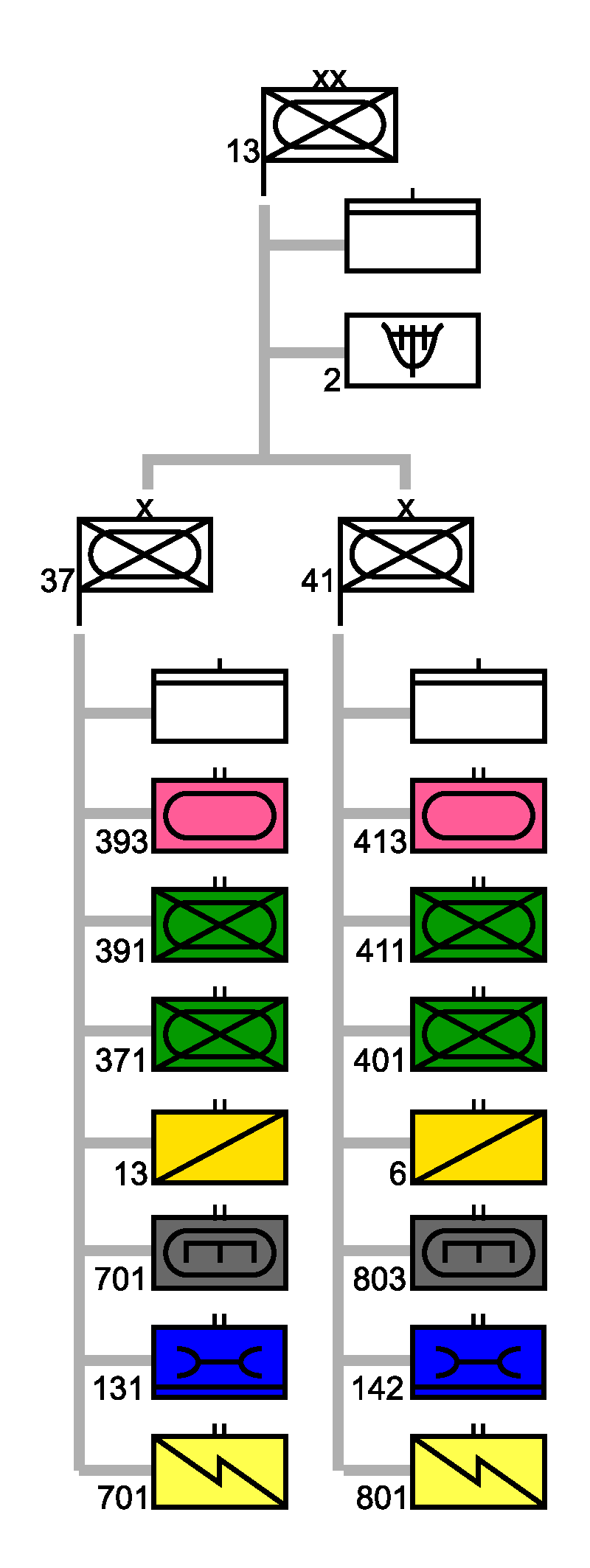

- 師団司令部中隊　在ライプツィヒ
- 第37装甲擲弾兵旅団　在フランケンブルク
  - 旅団司令部中隊
  - 第393戦車大隊
  - 第391装甲擲弾兵大隊
  - 第371装甲擲弾兵大隊
  - 第13偵察大隊
  - 第701装甲工兵大隊
  - 第131後方支援大隊
  - 第701通信大隊
- 第41装甲擲弾兵旅団　在トルゲロー
  - 旅団司令部中隊
  - 第413戦車大隊
  - 第411装甲擲弾兵大隊
  - 第401装甲擲弾兵大隊
  - 第6偵察大隊
  - 第803装甲工兵大隊
  - 第142後方支援大隊
  - 第801通信大隊
- 第2軍楽隊　在カッセル

所属のみ（北東多国籍軍団の指揮下におかれる）
- 第610通信大隊

## 歴史
1990年、ドイツ再統一によりドイツ民主共和国国家人民軍の解体が始まり、ドイツ連邦陸軍では旧地上軍(東ドイツ陸軍)将兵の受け皿として、新たな師団の設置を決定する。本師団はかつてライプツィヒに司令部を置いた国家人民軍地上軍第3軍管区の隷下にあった第4自動車化狙撃兵師団、第11自動車化狙撃兵師団、第7装甲師団の3個師団を基として編成された。1991年に新軍管区として第7防衛管区司令部が設定され、その後第7防衛管区司令部 / 師団に集約された。1995年に第7防衛管区司令部 / 第13装甲擲弾兵師団に改称される。郷土防衛旅団は改編され、師団隷下の旅団はそれぞれ第37装甲擲弾兵旅団、第38装甲擲弾兵旅団、第39装甲旅団に改称される。1996年に第39装甲旅団は第4防衛管区司令部 / 第5装甲師団に配転される。1997年には第42装甲擲弾兵旅団が第14装甲擲弾兵師団から編入する。
2001年に防衛管区司令部と分離し第13装甲擲弾兵師団に改称・改編される。2002年3月には上級部隊である第4軍団が解散され、陸軍指揮司令部の隷下におさまる。2002年に第13砲兵連隊および第42装甲旅団が改編され、2003年に第70指揮支援連隊の隷下部隊が配転される。2003年に第38装甲擲弾兵旅団は解散する。2007年に第14装甲擲弾兵師団から第41装甲擲弾兵旅団が編入され、第37猟兵旅団（1997年に改称・改編されている）は第14装甲擲弾兵師団の残余部隊を統合・再編成し第37装甲擲弾兵旅団となる。第13装甲偵察大隊も再編成の対象となり、第370および第390装甲偵察中隊を解散・合併し、あらたに第13偵察大隊として第37装甲擲弾兵旅団に配転される。

### 実働任務
1996年にボスニア・ヘルツェゴビナのIFORに参加する。1997年にはオーデル川の洪水に出動する。1998年には第2次SFORに参加し、2001年から2002年までのバルカン半島での任務（SFORとKFOR）に従事する。2006年に第11次ISAFドイツ派遣部隊に参加する。
国内では2002年にエルベ川の洪水に出動している。

## 提携関係
師団はアメリカ合衆国陸軍の第1歩兵師団およびジャガンに駐屯するポーランド陸軍第11機甲騎兵師団と提携関係を結んでいる。

## 歴代師団長
| 代 | 氏名                                                      | 着任          | 離任          |
| -- | --------------------------------------------------------- | ------------- | ------------- |
| 1  | エッカハルト・リヒター陸軍少将 Eckehard Richter           | 1990年10月    | 1995年3月31日 |
| 2  | ミヒャエル・フォン・スコティ陸軍少将 Michael von Scotti   | 1995年4月1日  | 1998年3月31日 |
| 3  | ヴェルナー・ヴィダー陸軍少将 Werner Widder                | 1998年4月1日  | 2001年3月31日 |
| 4  | ヴォルフ＝ディター・ローザー陸軍少将 de:Wolf-Dieter Löser | 2001年4月1日  | 2003年9月19日 |
| 5  | ローランド・カーター陸軍少将 de:Roland Kather             | 2003年9月19日 | 2006年8月     |
| 6  | ラインハルト・カマラー陸軍少将 de:Reinhard Kammerer       | 2006年8月     | 年            |